# Edgard Bouwens
Edgard Henri Marie Eugène Bouwens (Lier, 11 juni 1927 - 14 januari 1976) was een Belgisch senator. 

## Levensloop
Bouwens was beroepshalve vanaf 1951 leraar aan de athenea van Heist-op-den-Berg en Geel. Hij trad in 1961 toe tot de Volksunie en van 1967 tot 1973 was hij eerste ondervoorzitter van de partij. Tot in 1971 was hij tevens voorzitter van de VU-afdeling in Lier. 
Van 1968 tot 1974 was hij voor de Volksunie provinciaal senator van Brabant en vervolgens werd hij van 1974 tot 1976 gecoöpteerd senator. In de Senaat was hij secretaris van de VU-fractie en lid van de commissies voor landsverdediging, nationale opvoeding en naturalisaties. Hij nam parlementaire initiatieven met betrekking tot taaltoestanden en tot vormen van discriminatie in het leger tegenover Vlamingen. Hij interesseerde zich ook voor het Nederlandstalig onderwijs in Brussel en hij vertegenwoordigde samen met Maurits Coppieters de Volksunie in de Nationale Schoolpactcommissie. Een vroegtijdig overlijden ten gevolge van een zware ziekte betekende het einde van zijn parlementaire loopbaan.
Van december 1971 tot aan zijn overlijden in januari 1976 had hij als gevolg van het toen bestaande dubbelmandaat ook zitting in de Cultuurraad voor de Nederlandse Cultuurgemeenschap, die op 7 december 1971 werd geïnstalleerd en de verre voorloper is van het Vlaams Parlement.